# Toad the Wet Sprocket (englische Band)
Toad the Wet Sprocket war eine englische New-Wave-of-British-Heavy-Metal- und Rock-Band aus Bedford, die Mitte der 1970er Jahre gegründet wurde und sich ca. 1982 auflöste.

## Geschichte
Die Band wurde Mitte der 1970er Jahre gegründet, wobei sie ihren Namen aus einem Monty-Python-Sketch bezog. Die Besetzung bestand aus dem Sänger Mike Mustofa, dem Gitarristen Mark „Curly“ Rideaut, dem Bassisten Pete Austin und dem Schlagzeuger Martin „Witik“ Wightwick. 1979 erschien bei dem bandeigenen Label Sprockets Records die Single Pete’s Punk Song mit Feel It als B-Seite, die aber von der Öffentlichkeit kaum Aufmerksamkeit erhielt und sich dementsprechend schlecht verkaufte. Auf der A-Seite ist Marks Bruder Nick Rideaut – dort unter dem Namen Pip Domino geführt – am Piano zu hören. Bis Anfang 1981 hielt die Band verschiedene Konzerte ab und trat dabei unter anderem zusammen mit Nutz, Budgie, Samson, Vardis, Girl, Angel Witch und Iron Maiden auf. 1981 schloss sich, wieder bei ihrem eigenen Label, die nächste Single Reaching for the Sky mit der B-Seite One Glass of Whiskey an. Im Februar 1981 war die Band außerdem mit dem Lied Blues in A auf dem Sampler Metal for Muthas vertreten. Für den 27. Juni war die Band in die Friday Rock Show eingeladen worden, in der sie die Lieder Just Another Game, Rock and Roll Runner, One Glass of Whiskey und Big Deal spielte. Nach dem Auftritt ging die Band in den folgenden Monaten auf Tour und trat dabei mit Bleak House, Clientele und High Treason auf, wodurch sie ihre Bekanntheit vergrößern konnte. Daraufhin wurde die Band im Kerrang in der Sparte Armed and Ready aufgeführt. 1982 platzierte die Band auf dem Sampler Lend an Ear 1992? von Vroom Records den Song Charlie. Etwa im selben Jahr kam es zur Auflösung der Band.

## Stil
Laut Malc Macmillan in The N.W.O.B.H.M. Encyclopedia hat die Band anfangs eine Art Mischung aus Metal, Punk und „Pub Rock“ gespielt, ehe man sich den typischen Klängen der NWoBHM zugewandt habe. Bei der A-Seite der ersten Single handele es sich um eine bizarre und verwirrende Mischung aus traditionellem Rock, der mit Piano-Klängen unterlegt worden sei. Feel It sei noch kitschiger und tendiere schon gegen Easy Listening. Die zweite Single biete eine mittelschnelle Mischung aus Metal und Rock, die an Bands wie Sledgehammer, Nightime Flyer und Chainsaw aus Coventry erinnere. Blues in A vom Sampler Metal for Muthas sei sinnloser, lockerer und schlüpfriger Rock. Big Deal von der Friday Rock Show bezeichnete er als energiereich, während Just Another Game und One Glass of Whiskey austauschbar und langsam und Rock and Roll Runner mittelschnell sei.
Ähnliche Einschätzungen hatte auch Eduardo Rivadavia von Allmusic. Die erste Single biete eine Mischung aus „Pub Rock“ und Lounge-Musik, während die zweite Single besser in die NWoBHM gepasst habe. Bei Blues in A stellte er einen starken Blues-Einschlag fest.
Jürgen Hegewald beschrieb in dem von der Iron-Pages-Redaktion verfassten Buch NWoBHM New Wave of British Heavy Metal The glory Days das Titellied von Reaching for the Sky als treibenden, kraftvollen, britischen Heavy Metal. Ansonsten tendiere man in anderen Songs eher Richtung Bluesrock.
Auch in The International Encyclopedia of Hard Rock and Heavy Metal wurde die Musik der Gruppe als sehr Blues-lastiger Metal beschrieben.

## Diskografie
- 1979: Pete’s Punk Song (Single, Sprockets Records)
- 1980: Reaching for the Sky (Single, Sprockets Records)